# Synthèse d’étude thermique

Conformément au code de la construction et de l’habitation et aux réglementations thermiques françaises « RT 2005 » et « RT 2012 », la synthèse standardisée d’étude thermique justifie le respect de la réglementation thermique en vigueur.
La « synthèse standardisée d’étude thermique » (document édité automatiquement par les logiciels de calculs de la réglementation thermique) est réalisée selon les spécifications de l’annexe VI des arrêtés suivants :
- Arrêté du 24 mai 2006 relatif aux caractéristiques thermiques des bâtiments nouveaux et des parties nouvelles de bâtiments[2] ;
- Arrêté du 13 juin 2008 relatif à la performance énergétique des bâtiments existants de surface supérieure à 1000 m², lorsqu'ils font l’objet de travaux de rénovation importants.